# ATP Finals 2022 - Đơn
Novak Djokovic là nhà vô địch, đánh bại Casper Ruud trong trận chung kết, 7–5, 6–3. Đây là danh hiệu Tour Finals thứ 6 của Djokovic, cân bằng kỷ lục của Roger Federer. Anh trở thành tay vợt cao tuổi nhất trong lịch sử giải đấu vô địch nội dung đơn khi 35 tuổi và cũng giành số tiền thưởng cao nhất trong lịch sử quần vợt với $4,740,300. Djokovic cũng trở thành tay vợt đầu tiên giành danh hiệu Tour Finals trong ba thập kỷ.
Alexander Zverev là đương kim vô địch, nhưng không giành quyền tham dự giải đấu sau chấn thương tại Giải quần vợt Pháp Mở rộng.
Carlos Alcaraz trở thành tay vợt trẻ nhất kết thúc năm với vị trí số 1 bảng xếp hạng đơn ATP, mặc dù rút lui khỏi giải đấu. Rafael Nadal và Stefanos Tsitsipas cũng cạnh tranh vị trí số 1 khi giải đấu bắt đầu, nhưng cả hai bị loại ở vòng bảng.
Đây là lần đầu tiên Félix Auger-Aliassime và Taylor Fritz tham dự giải đấu.
Nadal có cơ hội hoàn thành Super Slam sự nghiệp, nhưng bị loại ở vòng bảng.

## Hạt giống
1. Rafael Nadal (Vòng bảng)
2. Stefanos Tsitsipas (Vòng bảng)
3. Casper Ruud (Chung kết)
4. Daniil Medvedev (Vòng bảng)
5. Félix Auger-Aliassime (Vòng bảng)
6. Andrey Rublev (Bán kết)
7. Novak Djokovic (Vô địch)
8. Taylor Fritz (Bán kết)

## Thay thế
1. Holger Rune (Không thi đấu)
2. Hubert Hurkacz (Không thi đấu)

## Kết quả

### Chung kết
|  | Bán kết | Bán kết        | Bán kết | Bán kết        | Bán kết |   |             | Chung kết | Chung kết | Chung kết | Chung kết | Chung kết |  |
|  |         |                |         |                |         |   |             |           |           |           |           |           |  |
|  | 3       | Casper Ruud    | 6       | 6              |         |   |             |           |           |           |           |           |  |
|  | 3       | Casper Ruud    | 6       | 6              |         |   |             |           |           |           |           |           |  |
|  | 6       | Andrey Rublev  | 2       | 4              |         |   |             |           |           |           |           |           |  |
|  | 6       | Andrey Rublev  | 2       | 4              |         | 3 | Casper Ruud | 5         | 3         |           |           |           |  |
|  |         |                |         |                |         | 3 | Casper Ruud | 5         | 3         |           |           |           |  |
|  |         |                | 7       | Novak Djokovic | 7       | 6 |             |           |           |           |           |           |  |
|  | 7       | Novak Djokovic | 7       | Novak Djokovic | 7       | 6 | 7           | 78        |           |           |           |           |  |
|  | 7       | Novak Djokovic |         |                |         |   |             |           |           |           |           |           |  |
|  | 8       | Taylor Fritz   | 65      | 6              |         |   |             |           |           |           |           |           |  |

### Bảng Xanh
|   |                       | Nadal         | Ruud               | A.-Aliassime            | Fritz                   | RR T–B | Set T–B   | Game T–B    | Xếp hạng |
| 1 | Rafael Nadal          |               | 7–5, 7–5           | 3–6, 4–6                | 6–7(3–7), 1–6           | 1–2    | 2–4 (33%) | 28–35 (44%) | 4        |
| 3 | Casper Ruud           | 5–7, 5–7      |                    | 7–6(7–4), 6–4           | 6–3, 4–6, 7–6(8–6)      | 2–1    | 4–3 (57%) | 40–39 (51%) | 1        |
| 5 | Félix Auger-Aliassime | 6–3, 6–4      | 6–7(4–7), 4–6      |                         | 6–7(4–7), 7–6(7–5), 2–6 | 1–2    | 3–4 (43%) | 37–39 (49%) | 3        |
| 8 | Taylor Fritz          | 7–6(7–3), 6–1 | 3–6, 6–4, 6–7(6–8) | 7–6(7–4), 6–7(5–7), 6–2 |                         | 2–1    | 5–3 (63%) | 47–39 (55%) | 2        |

### Bảng Đỏ
|   |                    | Tsitsipas                 | Medvedev                  | Rublev                  | Djokovic                | RR T–B | Set T–B   | Game T–B    | Xếp hạng |
| 2 | Stefanos Tsitsipas |                           | 6–3, 6–7(11–13), 7–6(7–1) | 6–3, 3–6, 2–6           | 4–6, 6–7(4–7)           | 1–2    | 3–5 (38%) | 40–44 (48%) | 3        |
| 4 | Daniil Medvedev    | 3–6, 7–6(13–11), 6–7(1–7) |                           | 7–6(9–7), 3–6, 6–7(7–9) | 3–6, 7–6(7–5), 6–7(2–7) | 0–3    | 3–6 (33%) | 48–57 (46%) | 4        |
| 6 | Andrey Rublev      | 3–6, 6–3, 6–2             | 6–7(7–9), 6–3, 7–6(9–7)   |                         | 4–6, 1–6                | 2–1    | 4–4 (50%) | 39–39 (50%) | 2        |
| 7 | Novak Djokovic     | 6–4, 7–6(7–4)             | 6–3, 6–7(5–7), 7–6(7–2)   | 6–4, 6–1                |                         | 3–0    | 6–1 (86%) | 44–31 (59%) | 1        |

Tiêu chí xếp hạng: 1. Số trận thắng; 2. Số trận; 3. Trong 2 tay vợt đồng hạng, kết quả đối đầu; 4. Trong 3 tay vợt đồng hạng, tỉ lệ % set thắng, sau đó tỉ lệ % game thắng; 5. Xếp hạng ATP.